# Pang! 3
Pang! 3, noto anche come Pang! 3: Kaito tachi no karei na gogo (パン!3 ~怪盗たちの華麗な午後~?, Pan Surī: Kaitō tachi no karei na gogo, lett. "Pang! 3: Uno splendido pomeriggio per i ladri fantasma") in Giappone e Buster Buddies nel Nord America, è un videogioco d'azione per arcade sviluppato e pubblicato dalla Mitchell Corporation nel 1995 e rappresenta il terzo videogioco della saga di Pang.

## Modalità di gioco
Uno o due giocatori contemporaneamente sparano ai palloni che rimbalzano. In questo capitolo non si gira il mondo, i livelli hanno per sfondo sculture e opere pittoriche famose: in pratica essi compongono una galleria d'arte, anche se puramente virtuale. Le sfere grandi una volta colpite si dividono in sfere più piccole fino alla loro completa eliminazione. Alcune sfere bonus potranno facilitare l'opera di "pulizia": le sfere a forma di bomba che provocheranno, una volta colpite, tre esplosioni in grado di distruggere pesantemente le sfere; le sfere con la stella all'interno (simili a quelle già apparse nella modalità Panic Mode di Super Pang), che distruggeranno tutte le sfere del livello in corso, consentendo così l'immediato passaggio al livello successivo. Un altro aiuto è rappresentato dalla mitragliatrice: a differenza dei precedenti giochi, l'arma è ora molto più distruttiva, ma durerà solo 5 secondi.
Sono tre in tutto:
- Tour Mode
- Panic Mode
- Beginner

L'ultima novità di questa versione permetterà al giocatore di provare i primi dieci round. 
È inoltre possibile scegliere il personaggio con cui giocare, ognuno con caratteristiche personalizzate, da una rosa di quattro: 
- Don Tacos (Don Pacos nella versione statunitense[7]): un mariachi. La sua arma di base è il doppio arpione.
- Captain Hog: un pirata. La sua arma di base è il doppio arpione agganciabile.
- Sheila: una ladra. Come Don Tacos, anche lei dispone di due arpioni come arma di base, ma vengono scagliati diagonalmente verso sinistra e verso destra, anziché verticalmente.
- Pink Leopard (Pink Leopold nella versione statunitense): un leopardo rosa vestito da aristocratico. L'arma di base è l'arpione singolo (come i due ragazzini protagonisti di Pang e Super Pang, assenti in questo gioco). Contrariamente agli altri personaggi, è immune alla dinamite, ai terreni ghiacciati e ai nemici.

## Accoglienza
Nella recensione di Super Pang Collection, un redattore di Game Revolution affermò che tra Pang, Super Pang e Pang! 3 quest'ultimo si rivelava il migliore dei tre per via della grafica di qualità superiore, il gameplay più veloce e i controlli più precisi rispetto ai suoi predecessori. Inoltre gli sfondi furono ritenuti impressionanti in quanto presentavano note opere d'arte. In conclusione fu ritenuto che Pang! 3 era il miglior titolo presente nella raccolta e che era anche l'unico a cui valeva la pena giocare.

## Eredità
l gioco ha avuto un seguito, Mighty! Pang. Pang! 3 è presente anche nelle raccolte Super Pang Collection (1997) per PlayStation e Capcom Puzzle World (2007) per PSP.